# Milliyet
Milliyet è un quotidiano turco pubblicato a Istanbul.

## Storia
Milliyet iniziò a pubblicare presso la stampa Nuri Akça a Babıali, Istanbul, come quotidiano privato quotidiano il 3 maggio 1950. Il suo proprietario era Ali Naci Karacan; dopo la sua morte nel 1955, il periodico divenne di proprietà del figlio, Ercüment Karacan.
Per diversi anni la persona che ha lasciato il segno sul giornale come redattore capo è stata Abdi İpekçi, il quale è riuscito a innalzare gli standard della stampa turca introducendo i suoi criteri giornalistici. Il 1 ° febbraio 1979, İpekçi fu assassinato da Mehmet Ali Ağca, che in seguito avrebbe tentato di assassinare Papa Giovanni Paolo II.
Nel 2001 Milliyet aveva una tiratura di 337 000 copie. Secondo comScore, il sito di Milliyet è il quinto sito di notizie più visitato in Europa.

### Proprietà
Dopo vari cambi di proprietà avvenuti a partire dal 1979, il giornale è stato acquistato da una joint venture del Gruppo Demirören e del Gruppo Karacan nel maggio 2011, ma dopo problemi legali e finanziari Karacan ha venduto la sua partecipazione a Demirören nel febbraio 2012.

## Linea editoriale
Dal 1994 Milliyet ha abbandonato la linea di giornalismo "esclusivo" creato da Abdi İpekçi per una linea editoriale di medio mercato simile a quella di Hürriyet. L'edizione online di Milliyet spesso incorpora materiale sensazionalistico da The Sun e Daily Mail.
Milliyet è stato criticato per aver autocensurato un editoriale che criticava la reazione del Primo Ministro a una fuga di notizie. L'articolo è stato bloccato per due settimane e poi è stata rifiutato in modo globale per la pubblicazione.
All'inizio del 2012 Milliyet ha licenziato Ece Temelkuran dopo che aveva scritto articoli critici sulla gestione del governo del massacro di Uludere del dicembre 2011, e Nuray Mert dopo che il primo ministro turco Recep Tayyip Erdoğan l'aveva pubblicamente criticata.
Nel 2013, Milliyet ha licenziato due editorialisti Hasan Cemal e Can Dündar, che avevano preso posizioni critiche contro il governo del Partito della Giustizia e dello Sviluppo (AKP).